# Zoológico de Belice
El Zoológico de Belice (en inglés: Belize Zoo; o bien Centro de educación tropical y Zoológico de Belice) es un zoológico de Belice, situada a unos 47 kilómetros al oeste de la ciudad de Belice a través de la carretera occidental. Formado con 12 ha, el zoológico fue fundado en 1983 por Sharon Matola. Es el hogar de más de 125 animales de unas 48 especies, todas nativas de Belice. El entorno natural de Belice se deja totalmente intacto en el zoológico. La densa vegetación natural está separada solo por senderos de grava a través del bosque. El Centro de educación tropical y zoológico recibe casi 15.000 niños en edad escolar cada año.